# Карандаш на льду
Каранда́ш на льду́ — советский художественный комедийный стереоскопический фильм, снятый в 1948 году.

## Сюжет
Зимой на автобусной остановке клоун Карандаш знакомится с симпатичной спортсменкой Наташей (Людмила Целиковская). Во время посадки в автобус девушка случайно роняет свою хоккейную клюшку, а пока Карандаш поднимает её, автобус закрывает двери и отъезжает. Позднее Карандаш снова встречает Наташу на катке, где она принимает участие в матче женских хоккейных команд «Чайка» и «Метеор». Несмотря на то, что Карандаш не умеет кататься на коньках, он выскакивает на поле и помогает команде Наташи победить.

## Съёмочная группа
- Автор сценария — В. Ладыгина
- Режиссёр — В. Немоляев
- Оператор — С. Рубашкин
- Художник — А. Шелапутина
- Композитор — С. Кац
- Звукооператор — С. Сенкевич
- Ассистент режиссёра — А. Пономарёв
- Режиссёр-монтажёр — Л. Фелонов
- Ассистент оператора — Б. Гокке
- Автор текста — А. Сафронов

## В ролях
- Людмила Целиковская
- Карандаш (в титрах «Каран д’Аш»)

## Награды
Режиссёр фильма Владимир Немоляев получил за стереоскопические фильмы «Машина 22-12» и «Карандаш на льду» серебряную медаль ВДНХ.

## Особенности
Фильм был одним из первых советских стереофильмов. Он был снят в системе «Стерео-35, 10×10» на американской чёрно-белой негативной плёнке Kodak и демонстрировался в кинотеатрах начиная с 25 декабря 1948 года в составе 80-минутной программы, в которую входили также 2 других советских стереофильма, снятых с использованием той же технологии: научно-популярные фильмы «Кристаллы» и «Солнечный край».
Во время съёмок фильма канадский хоккей был мало известен в СССР, поэтому герои играют в хоккей с мячом. Все роли хоккеисток исполнили спортсменки ведущей в 1930—1940-х годах команды «Буревестник».